# Stazione di Lovanio
La stazione di Lovanio (Station Leuven in olandese, Gare de Louvain in francese) è una stazione ferroviaria della città di Lovanio in Belgio.
La stazione è gestita dalla compagnia nazionale ferroviaria Società Nazionale delle Ferrovie del Belgio.
Nel 2007 risulta la quinta stazione più trafficata del Belgio, preceduta solamente da 3 stazioni di Bruxelles e dalla stazione di Gent.